# Oleh Chumak
Oleh Chumak –en ucraniano, Олег Чумак– (Zelekovka, URSS, 22 de mayo de 1970) es un deportista ucraniano que compitió en halterofilia.
Ganó una medalla de bronce en el Campeonato Europeo de Halterofilia de 1997, en la categoría de 91 kg. Participó en los Juegos Olímpicos de Atlanta 1996, ocupando el séptimo lugar en la misma categoría.

## Palmarés internacional
| Campeonato Europeo | Campeonato Europeo | Campeonato Europeo | Campeonato Europeo |
| Año                | Lugar              | Medalla            | Categoría          |
| ------------------ | ------------------ | ------------------ | ------------------ |
| 1997               | Rijeka (Croacia)   | Medalla de bronce  | 91 kg              |